# Hugh O'Conor
Hugh O'Conor (Dublino, 19 aprile 1975) è un attore irlandese.

## Biografia
Hugh Charles O'Conor nacque a Dublino da John O'Conor, un pianista. Ha un fratello più giovane: Keith. Studiò al Trinity College di Dublino.
Iniziò la sua carriera all’età di dieci anni nel film Lamb di Colin Gregg. 
Nel 1990 vinse lo Young Artist Awards per la sua partecipazione al film Il mio piede sinistro, in cui rappresenta Christy Brown da giovane, un irlandese nato con una paralisi cerebrale e che può controllare solo il suo piede sinistro.

## Filmografia

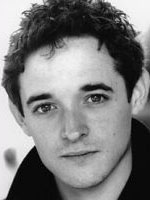
Hugh O'Conor (2007)

### Cinema
- Lamb, regia di Colin Gregg (1985)
- Rawhead Rex, regia di George Pavlou (1986)
- Da, regia di Matt Clark (1988)
- Il mio piede sinistro (My Left Foot: The Story of Christy Brown), regia di Jim Sheridan (1989)
- Red Hot, regia di Paul Haggis (1993)
- I tre moschettieri (The Three Musketeers), regia di Stephen Herek (1993)
- Il manuale del giovane avvelenatore (The Young Poisoner's Handbook), regia di Benjamin Ross (1995)
- Chocolat, regia di Lasse Hallström (2000)
- Deathwatch - La trincea del male (Deathwatch), regia di M. J. Bassett (2002)
- Blueberry, regia di Jan Kounen (2004)
- Flick, regia di David Howard (2008)
- A Film with Me in It, regia di Ian Fitzgibbon (2008)
- The Stag - Se sopravvivo mi sposo (The Stag), regia di John Butler (2013)
- Handsome Devil, regia di John Butler (2016)
- Terre selvagge (Pilgrimage), regia di Brendan Muldowney (2017)
- Mary Shelley - Un amore immortale (Mary Shelley), regia di Haifaa al-Mansour (2017)

### Televisione
- Fergus's Wedding – serie TV, episodio 1x03 (2002)
- Your Bad Self – serie TV, 6 episodi (2010)
- Tom - Un angelo in missione (Three Wise Women), regia di Declan Recks – film TV (2010)

## Doppiatori italiani
Nelle versioni in italiano delle opere in cui ha recitato, Hugh O'Conor è stato doppiato da:
- Nanni Baldini ne I tre moschettieri
- Massimiliano Manfredi in Chocolat
- Gianluca Musiu in Deathwatch - La trincea del male
- Daniele Raffaeli in The Stag - Se sopravvivo mi sposo
- Davide Lepore in Le avventure del giovane avvelenatore